# یواس‌اس اس‌سی-۴۲
یواس‌اس اس‌سی-۴۲ (به انگلیسی: USS SC-42) یک زیردریایی بود که طول آن ۱۱۰ فوت (۳۴ متر) بود. این زیردریایی در سال ۱۹۱۸ ساخته شد.